# Stabiliola serrata
Stabiliola serrata är en tvåvingeart som beskrevs av Fedotova och Vasily S. Sidorenko 2006. Stabiliola serrata ingår i släktet Stabiliola och familjen gallmyggor. Inga underarter finns listade i Catalogue of Life.